# Ponte sul Leonte
Il ponte sul Leonte è un ponte romano in Libano; esso attraversa il fiume Leonte nei pressi di Nahr Abou Assouad, 10 km a nord di Tiro.

## Storia
Il ponte, datato al III o IV secolo d.C., presenta un arco relativamente piatto con un rapporto tra campata e alzata di 3,1 a 1.
Secondo l’analisi dei dati satellitari moderni, il ponte risulta distrutto. Si possono intravedere le murature di accesso da nord e da sud, oltre a rovine di sostegno del centro, ancora visibili nel fiume.